# الميل الأخير

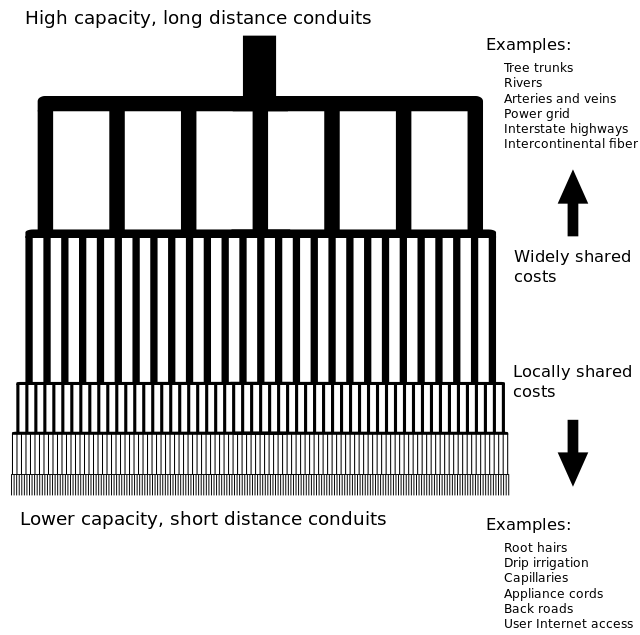
الميل الأخير

الميل الأخير أو الكيلومتر الأخير (بالإنجليزية: Last Mile)‏ عبارة مستخدمة على نطاق واسع في صناعات الاتصالات والتلفزيون الكبلي والإنترنت للإشارة إلى المحطة النهائية لشبكات الاتصالات التي تقدم خدمات الاتصالات للمستخدمين النهائيين للبيع بالتجزئة (العملاء).

## الوصف
وبشكل أكثر تحديدًا ، يصف الميل الأخير جزءًا من سلسلة شبكة الاتصالات التي تصل فعليًا إلى مباني المستخدم النهائي.

## أمثلة
ومن الأمثلة على ذلك الأسلاك النحاسية التي تصل خطوط الإنترنت والأتصالات بمنازل المستخدمين وهناك أيضا الكابلات المحورية التي تحمل إشارات تلفزيون الكابل من أعمدة الكهرباء إلى منازل المشتركين ، وأبراج خلوية تربط الهواتف المحمولة المحلية بالشبكة الخلوية العامة.

## المعني المجازي
تستخدم كلمة «ميل» بشكل مجازي ولكن لا يعني الأمر انه لابد أن تكون مسافة ميل فعلي ؛ قد يكون طول ارتباط الميل الأخير أكثر أو أقل من ميل. نظرًا لأن الميل الأخير لشبكة للمستخدم هو على العكس من الميل الأول من مباني المستخدم إلى العالم الخارجي عندما يرسل المستخدم البيانات ، يتم استخدام مصطلح الميل الأول بدلاً من ذلك.